# Silbernes Zeitalter (Russische Literatur)
Als Silbernes Zeitalter wird die Epoche der russischen Literatur von 1890 bis 1930 (je nach Philologe) bezeichnet. Diese Zeit war in der russischen Dichtkunst außerordentlich fruchtbar, ähnlich dem Goldenen Zeitalter im Jahrhundert davor. In der westlichen Welt werden auch andere Bezeichnungen verwandt, nota bene Fin de siècle und Belle Epoque.
Als eigentlicher Startpunkt gelten zwar Alexander Bloks Verse von der schönen Dame, einige Wissenschaftler beziehen aber bereits Werke der 1890er Jahre ein, beginnend mit Nikolai Minskis Manifest Im Licht des Gewissens (1890), Dmitri Mereschkowskis Abhandlung Über die Gründe des Verfalls der zeitgenössischen russischen Literatur (1893) und Waleri Brjussows Almanach Russische Symbolisten (1894).
Obwohl das Silberne Zeitalter von den Künstlerbewegungen des russischen Symbolismus, Akmeismus und Futurismus dominiert wurde, gab es unzählige andere Schulen der Dichtung, wie etwa den Mystischen Anarchismus. Es gab auch Dichter wie Iwan Bunin oder Marina Zwetajewa, die es ablehnten, sich einer dieser Gruppen anzuschließen. Alexander Blok wurde der führende Dichter und war praktisch universell anerkannt. Die Dichterkarrieren von Anna Achmatowa, Boris Pasternak und Ossip Mandelstam, die alle noch Jahrzehnte andauern sollten, begannen während dieser Zeit.
Das Silberne Zeitalter endete nach dem Russischen Bürgerkrieg und der aufkommenden Repression gegenüber Künstlern durch die Kommunisten. Bloks Tod und Nikolai Gumiljows Hinrichtung 1921, als auch das Erscheinen der höchst einflussreichen Pasternak-Sammlung Meine Schwester, das Leben (1922) markierten das Ende der Ära. Auf das Silberne Zeitalter schauten später emigrierte Dichter nostalgisch zurück, angeführt durch Georgi Iwanow in Paris und Wladislaw Chodassewitsch in Berlin.